# NHL Amateur Draft 1966
L'NHL Amateur Draft 1966 è stato il 4º draft della National Hockey League. Si è tenuto il 25 aprile 1966 presso il Mount Royal Hotel di Montréal.
A causa delle numerose defezioni nell'ultimo Draft l'ordine di rotazione subì alcune modifiche. A Boston fu permesso di effettuare la prima scelta assoluta avendovi rinunciato l'anno prima. New York, che nella rotazione normale avrebbe avuto diritto alla prima scelta, scalò in seconda posizione, e così Chicago dalla seconda passò alla terza. Toronto e Montréal mantennero rispettivamente la quarta e la quinta posizione, lasciando così a Detroit la sesta ed ultima chiamata. Questo fu l'ultimo Draft effettuato solo dalle franchigie denominate Original Six.
I Boston Bruins selezionarono il difensore Barry Gibbs dagli Estevan Bruins, i New York Rangers invece come seconda scelta puntarono sul difensore Brad Park, proveniente dai Toronto Marlboros, mentre i Chicago Black Hawks scelsero in terza posizione il centro Terry Caffery dei Toronto Marlboros. Fra i 24 giocatori selezionati 14 erano attaccanti, 8 erano difensori mentre 2 erano portieri. Dei giocatori scelti 14 giocarono in NHL, 3 di loro vinsero la Stanley Cup, e Brad Park entrò a far parte della Hockey Hall of Fame.

## Turni
|  | = NHL All-Star |  |  | = Membro della Hall of Fame |

Legenda delle posizioni

A = Attaccante   AD = Ala destra   AS = Ala sinistra   C = Centro   D = Difensore   P = Portiere

### Primo giro
| # | Giocatore           | Nazionalità | Squadra NHL         | Squadra di provenienza     |
| - | ------------------- | ----------- | ------------------- | -------------------------- |
| 1 | Barry Gibbs (D)     | Canada      | Boston Bruins       | Estevan Bruins (SJHL)      |
| 2 | Brad Park (D)       | Canada      | New York Rangers    | Toronto Marlboros (OHA)    |
| 3 | Terry Caffery (C)   | Canada      | Chicago Black Hawks | Toronto Marlboros (OHA)    |
| 4 | John Wright (C)     | Canada      | Toronto Maple Leafs | West Clair Gaels (OHA)     |
| 5 | Phil Myre (P)       | Canada      | Montreal Canadiens  | Shawinigan Bruins (QJHL)   |
| 6 | Steve Atkinson (AD) | Canada      | Detroit Red Wings   | Niagara Falls Flyers (OHA) |

### Secondo giro
| #  | Giocatore               | Nazionalità | Squadra NHL         | Squadra di provenienza   |
| -- | ----------------------- | ----------- | ------------------- | ------------------------ |
| 7  | Rick Smith (D)          | Canada      | Boston Bruins       | Hamilton Red Wings (OHA) |
| 8  | Joey Johnston (AS)      | Canada      | New York Rangers    | Peterborough Petes (OHA) |
| 9  | Ron Dussiaume (AS)      | Canada      | Chicago Black Hawks | Oshawa Generals (OHA)    |
| 10 | Cam Crosby (AS)         | Canada      | Toronto Maple Leafs | Toronto Marlboros (OHA)  |
| 11 | Maurice St. Jacques (C) | Canada      | Montreal Canadiens  | London Knights (OHA)     |
| 12 | Jim Whittaker (D)       | Canada      | Detroit Red Wings   | Oshawa Generals (OHA)    |

### Terzo giro
| #  | Giocatore          | Nazionalità | Squadra NHL         | Squadra di provenienza     |
| -- | ------------------ | ----------- | ------------------- | -------------------------- |
| 13 | Garnet Bailey (AS) | Canada      | Boston Bruins       | Edmonton Oil Kings (AJHL)  |
| 14 | Don Luce (C)       | Canada      | New York Rangers    | Kitchener Rangers (OHA)    |
| 15 | Larry Gibbons (D)  | Canada      | Chicago Black Hawks | Markham Waxers (OHA)       |
| 16 | Rick Ley (D)       | Canada      | Toronto Maple Leafs | Niagara Falls Flyers (OHA) |
| 17 | Jude Drouin (C)    | Canada      | Montreal Canadiens  | Verdun Maple Leafs (QJHL)  |
| 18 | Lee Carpenter (D)  | Canada      | Detroit Red Wings   | Hamilton Red Wings (OHA)   |

### Quarto giro
| #  | Giocatore         | Nazionalità | Squadra NHL         | Squadra di provenienza         |
| -- | ----------------- | ----------- | ------------------- | ------------------------------ |
| 19 | Tom Webster (AD)  | Canada      | Boston Bruins       | Niagara Falls Flyers (OHA)     |
| 20 | Jack Egers (AD)   | Canada      | New York Rangers    | Kitchener Greenshirts (OHA)    |
| 21 | Brian Morenz (AS) | Canada      | Chicago Black Hawks | Oshawa Generals (OHA)          |
| 22 | Dale MacLeish (C) | Canada      | Toronto Maple Leafs | Peterborough Petes (OHA)       |
| 23 | Bob Pate (D)      | Canada      | Montreal Canadiens  | Canadien Jr. de Montréal (OHA) |
| 24 | Grant Cole (P)    | Canada      | Detroit Red Wings   | St. Michael's Buzzers (OHA)    |